# Andrew Strong
Andrew Strong (Dublino, 14 novembre 1973) è un cantante irlandese, figlio del musicista e suo vocal coach Robert (Rob) Strong.

## Biografia
È cresciuto a Naas, nella Contea irlandese di Kildare. È famoso per aver interpretato il ruolo di Deco Cuffe nel film cult del 1991 The Commitments, tratto dall'omonimo romanzo di Roddy Doyle. Grazie alla sua interpretazione, Andrew Strong ha ottenuto una nomination per un Grammy Award sempre nel 1991. Da quell'anno Strong ha inciso alcuni album e partecipato a tour internazionali con artisti quali i Rolling Stones, Elton John, Prince, Lenny Kravitz e Bryan Adams. Strong non partecipa ai tour e alle attività della band ufficiale nata dal film The Commitments.

## Discografia
- Strong, 1993 (MCA)
- Out of time, 2000 (CMC)
- Gypsy' Kiss, 2002 (EMI/RecArt Music)
- Greatest Hits, 2005 (Columbia)